# Tale padre tale figlio
Tale padre tale figlio (Like Father Like Son) è una commedia fantastica del 1987, diretta da Rod Daniel ed interpretata da Dudley Moore e Kirk Cameron.

## Trama
Chris e suo padre Jack hanno caratteri del tutto opposti: Jack è un dottore composto, ordinato, appassionato di medicina e molto stimato nell'ospedale in cui lavora, mentre Chris è il classico studente che pensa a divertirsi, bravo nello sport e per niente interessato alla medicina, con ovvio disappunto da parte del padre che vorrebbe seguisse le sue orme. Un giorno Trigger, il migliore amico di Chris, gli porta a casa una pozione che suo zio Earl ha avuto da un gruppo di nativi americani mentre era in viaggio nel deserto, in grado di scambiare la mente di chi la beve con quella della prima persona che fissa negli occhi. Dopo averla testata scambiando le menti del cane e del gatto di Chris, la donna delle pulizie, pensando che fosse tabasco, prende la pozione e la mette nella credenza. Nel frattempo Jack, rientrato a casa, si prepara un bloody Mary usando per sbaglio la pozione al posto del tabasco, scambiando la sua mente con quella di Chris mentre lo rimprovera per un voto basso ottenuto a scuola.
I due, increduli, vorrebbero ovviamente rimettere le cose a posto ma lo zio di Trigger è ripartito ed è irreperibile. Nel frattempo Chris insieme all'amico decide di sfruttare la situazione prendendo possesso della carta di credito e della lussuosa auto paterna dandosi alla pazza gioia.
La mattina dopo Jack va a scuola al posto del figlio mettendolo nei guai con Rick, il bullo della scuola, mentre Chris, rimasto in un primo momento a casa dandosi malato, è costretto ad andare in ospedale a sostituire il padre combinando molti pasticci e mettendolo in cattiva luce agli occhi del capo del personale, il dottor Armbruster di cui Jack dovrebbe presto prendere il posto. Inoltre la moglie di Armbruster, da sempre palesemente attratta dal medico, finisce per essere quasi sedotta da suo figlio (che lei ovviamente crede sia Jack), mentre lo stesso medico (che tutti credono sia Chris) viene violentemente malmenato da Rick dopo un appuntamento con una ragazza.
Intanto Trigger riesce a rintracciare zio Earl, che porta tutti nel deserto per ottenere la pozione e far tornare tutto come prima, ma inspiegabilmente il trasferimento non va a buon fine e i due ormai sembrano rassegnati a vivere uno nel corpo dell'altro. Nel frattempo Armbruster, che ha saputo dell'incontro tra la moglie e Jack, decide di non appoggiare la promozione di quest'ultimo. Proprio in quel momento però, Jack ritorna nel suo corpo mentre Chris nel suo. Il giovane vuole raggiungere il padre in ospedale ma viene bloccato da Rick, che vuole picchiarlo nuovamente. Questa volta Chris riesce ad avere la meglio, colpendolo con un violento pugno che lo manda in ospedale. Jack non ottiene il posto di capo del personale, ma è felice ugualmente perché tutto è tornato come prima, mentre lui e il figlio hanno iniziato a stimare davvero la personalità dell'altro.
Prima che il gruppo lasci l'ospedale, Trigger nota Rick dolorante su una lettiga e gli fa bere la pozione che gli farà scambiare la mente con la prima persona che fisserà negli occhi: il dottor Armbruster.

## Curiosità
- A differenza degli altri film basati sulla stessa trama, in questo lo scambio del corpo (o, più propriamente, della mente) non avviene per colpa di un desiderio espresso dai protagonisti, ma involontariamente.
- La band che suona al concerto in cui Jack (nei panni di Chris) porta Lori si chiama Autograph ed esiste realmente.
- Un ascendente letterario del soggetto del film si può trovare addirittura in un racconto di Arthur Conan Doyle del 1885: Il grande esperimento di Keinplatz, dove un professore universitario, durante un esperimento di ipnosi, scambia il proprio spirito con quello di un suo studente. Il racconto è evidentemente una commedia.

## Altri film che trattano lo stesso tema
- Tutto accadde un venerdì (1976)
- Ho sposato un fantasma (All of Me) (1984)
- 18 Again! (1987)
- Viceversa, due vite scambiate (1988)
- Aiuto sono mia sorella (1996)
- Hot Chick - Una bionda esplosiva (The Hot Chick) (2002)
- Quel pazzo venerdì (2003)
- Boygirl - Questione di... sesso
- Baciati dalla sfortuna (2006)